# Naomi Uemura

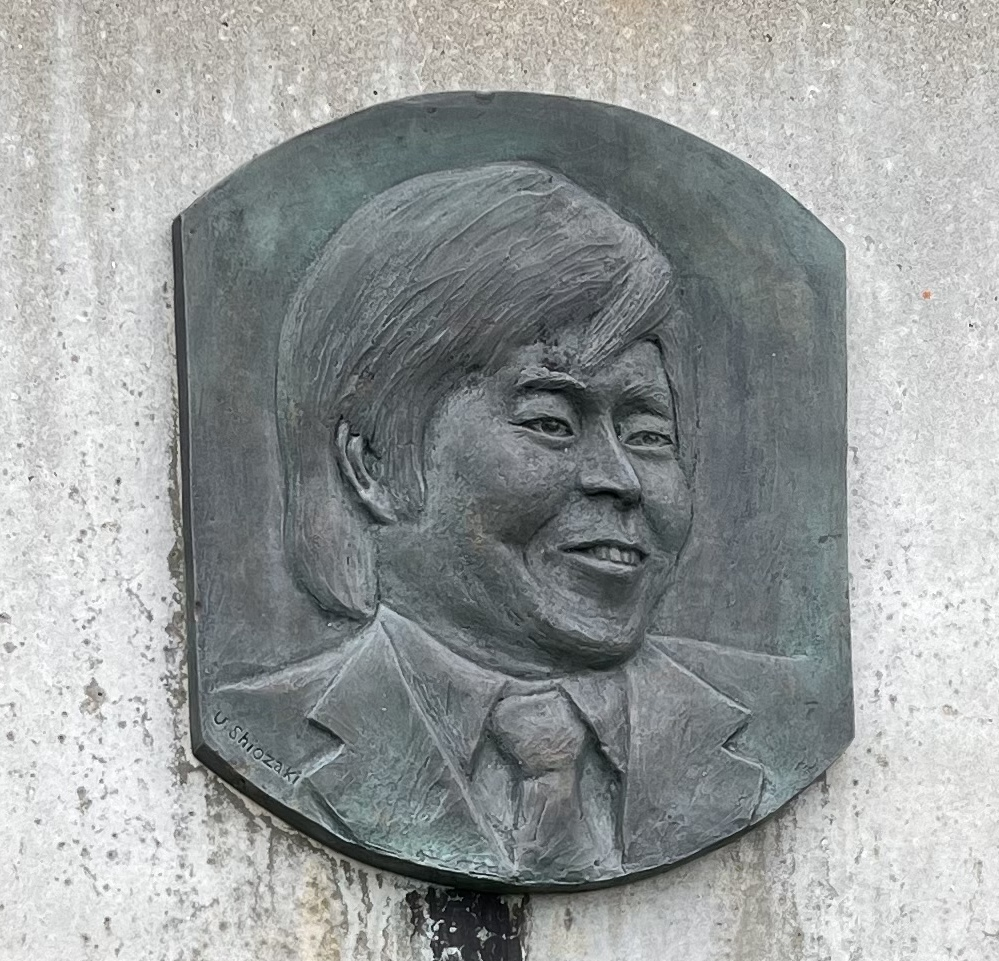

Naomi Uemura (japanisch 植村 直己, Uemura Naomi; * 12. Februar 1941 in Hidaka (heute: Toyooka), Präfektur Hyōgo; † verschollen am 13. Februar 1984 am Mount McKinley, Alaska) war ein japanischer Abenteurer und Bergsteiger. Viele seiner Unternehmungen realisierte er im Alleingang; im Jahr 1970 gelang ihm die erste Solobesteigung des Mount McKinley.

## Biografie
Uemura begann während der Schulzeit mit dem Bergsteigen und entwickelte besonderes Interesse für die Polarregionen.
Zwischen 1966 und 1970 bestieg Uemura fünf der Seven Summits: Mont Blanc 1966, Kibo 1966, Aconcagua 1968, Mount Everest 1970, Mount McKinley 1970. Im Jahr 1978 gelangte er als erster Mensch solo mit Schlittenhunden zum Nordpol. 1982 bereitete er eine Solo-Antarktis-Expedition vor, bei der auch der Mount Vinson bestiegen werden sollte. Dabei war Unterstützung durch das argentinische Militär eingeplant. Der Ausbruch des Falklandkriegs im April 1982 vereitelte das Vorhaben. Im Februar 1984 verunglückte Naomi Uemura nach einer Solo-Winterbesteigung des Mount McKinley in Alaska.
Der Asteroid (5404) Uemura wurde 1993 nach ihm benannt.

## Alpinistische Leistungen und Expeditionen
- 1970: Mount Everest, zusammen mit Teruo Matsuura die erste japanische Besteigung[1]
- 1970: Mount McKinley, erste Solobesteigung. Damit hatte er als zweiter Bergsteiger fünf der Seven Summits bestiegen (und als Erster fünf der Seven Summits einschließlich des Mount Everest).[1]
- 1971: Mount Everest, Besteigungsversuch als Teilnehmer der internationalen Expedition unter Leitung von Norman Dyhrenfurth (Routenpläne 1971: Westgrat und SW-Wand)
- 1975–1976: Solo-Expedition mit Hundeschlitten von Grönland nach Alaska, 12.000 km, 363 Tage
- 1978: Solo-Nordpol-Expedition, Uemura erreicht von Nord-Kanada mit Hundeschlitten in 57 Tagen den Pol
- 1984: Mount McKinley, erste Solo-Winterbesteigung am 13. Februar, im Abstieg tödlich verunglückt[1]